# Нове Неданов
Нове Неданов Янкулов (Янкулев), наричан Смугре, е български революционер, крушовски селски войвода на Вътрешната македоно-одринска революционна организация. 

## Биография
Нове Неданов е роден през 1868 година в крушевското село Обършани, тогава в Османската империя. Присъединява се към ВМОРО и през Илинденско-Преображенското въстание е войвода на селска чета. Присъединява се към отряда на Питу Гули и загива в местността Мечкин камен при отбраната на Крушевската република.